# Eleccions generals espanyoles de 1905

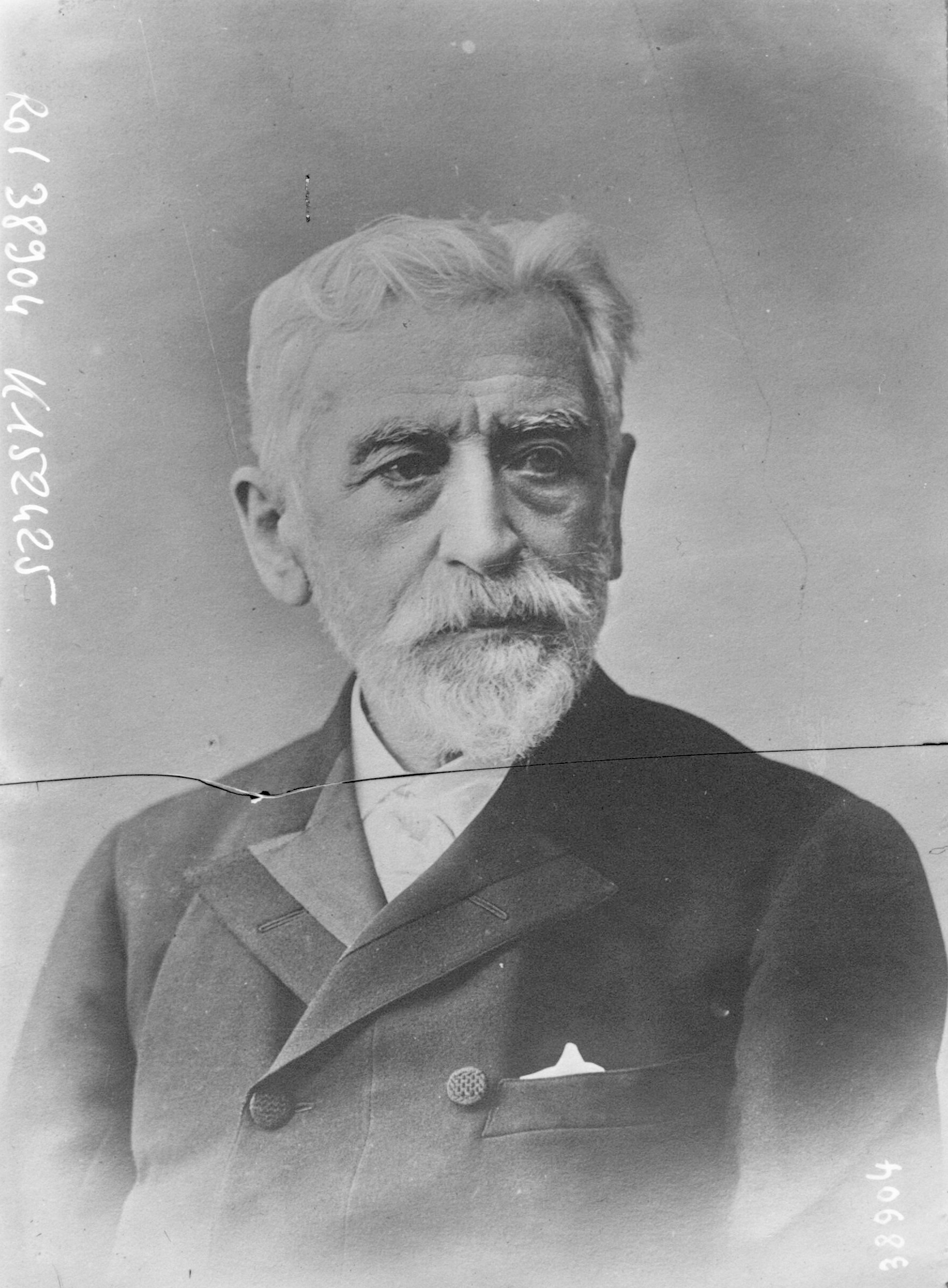
Eugenio Montero Ríos, cap de govern

Eleccions generals espanyoles de 1905 foren convocades el 10 de setembre de 1905 sota sufragi universal masculí, després de la crisi de lideratge del Partit Conservador entre Francisco Silvela i Antoni Maura. En total foren escollits 404 diputats, i vencé per majoria absoluta el Partit Liberal (inclosa la fracció demòcrata de José Canalejas y Méndez), dirigit per Eugenio Montero Ríos.
Fou elegit president del Congrés el liberal Antonio Aguilar, marquès de la Vega de Armijo, substituït per Canalejas el 1906 i president del Senat José López Domínguez, substituït juliol 1906 per Eugenio Montero Ríos.
El cap de govern fou Eugenio Montero Ríos, qui va dimitir a causa de la negativa del rei a castigar els militars que provocaren els Fets del ¡Cu-Cut!. Fou substituït per Segismundo Moret y Prendergast,José López Domínguez i el marquès de la Vega de Armijo, fins que la forta crisi interna de lideratge dels liberals va dur a convocar noves eleccions per al 21 d'abril de 1907.
Com va passar a totes les eleccions durant la restauració borbònica a Espanya, el resultat va estar determinat per endavant («encasellat») gràcies al frau electoral sistemàtic portat a terme per la xarxa caciquil estesa per tot el territori. En aquestes eleccions, com a la resta, el govern que les convocava les guanyava, ja que en el règim polític de la Restauració els governs canviaven abans de les eleccions i no després com passava en els règims parlamentaris no fraudulents.

## Composició de la Cambra
| ← Eleccions generals espanyoles, 10 de setembre de 1905 → |        |                               |
| Partit                                                    | Escons | Líder                         |
| Partit Liberal                                            | 227    | Eugenio Montero Ríos          |
| Partit Conservador                                        | 100    | Antoni Maura                  |
| Unió Republicana                                          | 27     | Nicolás Salmerón              |
| Partit Conservador villaverdista                          | 19     | Raimundo Fernández Villaverde |
| Lliga Regionalista                                        | 7      | Bartomeu Robert i Yarzábal    |
| Partit Liberal Reformista                                 | 7      | Francisco Romero Robledo      |
| Comunió Tradicionalista                                   | 4      | Matías Barrio Mier            |
| Partit Republicà Democràtic Federal                       | 4      | Francesc Pi i Arsuaga         |
| Partit Integrista                                         | 2      | Ramón Nocedal y Romea         |
| Catòlics independents                                     | 2      | Marquès de Santillana         |
| Independents                                              | 4      |                               |

## Resultats per circumscripcions

### Catalunya
- Barcelona
  - Josep Bertran i Musitu (Lliga Regionalista)
  - Ignasi Girona i Vilanova (Lliga Regionalista)
  - Frederic Rahola i Trèmols (Lliga Regionalista)
  - Bonaventura Maria Plaja i Tapis (Lliga Regionalista)
  - Albert Rusiñol i Prats (Lliga Regionalista)
  - Leonci Soler i March (Lliga Regionalista)
  - Emili Junoy i Gelabert (Unió Republicana)
  - Pere Pi i Sunyer (Unió Republicana)
  - Nicolás Salmerón y Alonso (Unió Republicana)
  - Francesc Pi i Arsuaga (Partit Republicà Democràtic Federal)
  - Josep Zulueta i Gomis (Partit Republicà Democràtic Federal)
  - Ramon de Godó i Lallana (Liberal)
  - Josep Roig i Bergadà (Liberal)
  - Frederic Travé i Escardó (Liberal)
  - Alejandro Lerroux García (Partit Republicà Radical)
  - Alexandre Pons i Serra (Conservador)
  - Joaquim Sagnier i Villavecchia (Conservador)
  - Alfons Sala i Argemí, comte d'Égara (Unión Monárquica Nacional)
  - Trinidad Rius i Torres
  - Lluís Gonzaga Pons i Enrich
  - Rafael Rodríguez Méndez
- Girona
  - Francesc Albó i Martí (Lliga Regionalista)
  - Ramiro Alonso Padierna de Villapadierna (Liberal)
  - Joaquim Salvatella i Gibert (Partit Republicà Democràtic Federal)
  - Francesc Roure i Brauget-Massanet
  - Eusebi Corominas i Cornell (Partit Republicà Democràtic Federal])
  - Luis Canalejas Méndez (Liberal)
  - Ferran Puig i Mauri, marquès de Santa Ana
  - Salvador Raventós Clivilles (Liberal)
  - Robert Robert i Surís (Conservador)
- Lleida
  - Josep Agelet i Garrell (Liberal)
  - Dionisio Alonso Martínez y Martín (Conservador)
  - Luis Armiñán Pérez (Liberal)
  - Joan Garriga i Massó (Lliga Regionalista)
  - Mariano Clua Anglés (Conservador)
  - Santiago Mataix Soler (Liberal)
  - Emili Riu i Periquet (Liberal)
  - Josep Sol i Torrents (Liberal)
- Tarragona
  - Jaume Alegret i Vidal (Conservador)
  - Ramon Mayner Socies (Republicà)
  - Julià Nougués Subirà (Partit Republicà Democràtic Federal)
  - Salvador Canals y Vilaró (Conservador)
  - Joan Cañellas i Tomàs (Liberal)
  - Manuel Kindelán y de la Torre (Liberal)
  - Vicente López Puigcerver (Conservador)
  - Juan de Urquía y Redecilla (Liberal)

### Illes Balears
- Josep Cotoner Allendesalazar, comte de Sallent (Conservador)
- Antoni Maura i Montaner (Conservador)
- Alexandre Rosselló i Pastors (Liberal)
- Cipriano Garijo y Aljama (Liberal)
- Fernando Weyler Santacana (Liberal)
- Bartolomé Font Vidal
- Bernat Amer Pons (Liberal)

### País Valencià
- Alacant
  - Enrique Arroyo y Rodríguez (Liberal)
  - Francisco Ballesteros Villanueva (Liberal)
  - Rafael Beltrán Ausó (Liberal)
  - José Canalejas i Méndez (Liberal)
  - José Jorro Miranda (Conservador)
  - Juan Poveda García (Conservador)
  - Trinitario Ruiz Valarino (Liberal)
  - Alejandro Saint Aubin Bonnefon (Liberal)
  - Álvaro Valero de Palma (Liberal)
  - Baldomero Vega de Seoane y Andrea Pérez (Liberal)
- Castelló
  - Vicente Cantos Figuerola (Liberal)
  - Antonio de Castro Casaleiz (Conservador)
  - Fernando Gasset Lacasaña (Partit Republicà Radical)
  - Pedro de Govantes y Azcárraga, comte d'Albay (Conservador)
  - Bernardino de Melgar Abreu (Conservador)
  - Juan Navarro Reverter y Gomis (Liberal)
  - Juan Pérez San Millán y Miquel Polo (Conservador)
- València
  - Vicent Blasco Ibáñez (PURA)
  - Ricardo Aparicio y Aparicio (Liberal)
  - Rodrigo Soriano y Barroeta-Aldamar (PURA)
  - Fidel García Berlanga (Liberal)
  - Francisco Escutia Greus (Liberal)
  - Manuel Iranzo Benedito (Liberal)
  - Teodoro Izquierdo Alcaide (Liberal)
  - José Juan Dómine (Conservador)
  - Antonio Lázaro Tensa (Conservador)
  - Emilio Menéndez Pallarés (republicà)
  - José de Prat Buceli (Conservador)
  - José Puig Boronat (Liberal)
  - Gil Roger Vázquez (Liberal)
  - Francisco Rubio Goula (Liberal)
  - Manuel Sapiña y Rico (Liberal)
  - Carlos Testor Pascual (Liberal)